# Abbey Park
Abbey Park – park publiczny otwarty w 1882 r. położony w mieście Leicester w hrabstwie Leicestershire w Wielkiej Brytanii o powierzchni 13 hektarów. Przez park przepływa rzeka Soar, która go dzieli na dwie części. Dostęp do obu stron parku prowadzą dwa mosty w środkowej i południowej części parku.
W parku znajdują się ruiny Cavendish House z XVII wieku wybudowane przez Williama Cavendisha.
Atrakcją parku jest ogród chiński, mini kolejka, ogród zoologiczny, place zabaw, korty tenisowe, plac do gry w piłkę nożną oraz cricketa. W parku znajduje się również jeziorko gdzie można wypożyczyć rowery wodne, łódki.

## Galeria

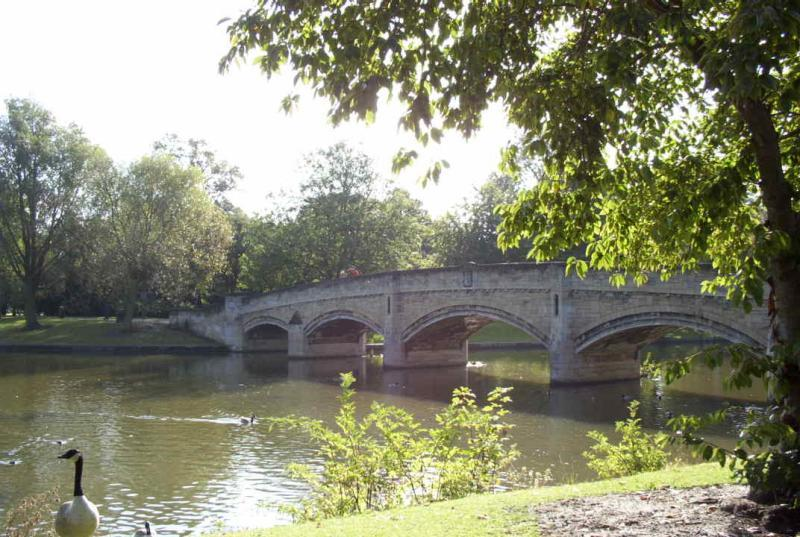
Abbey Park - most
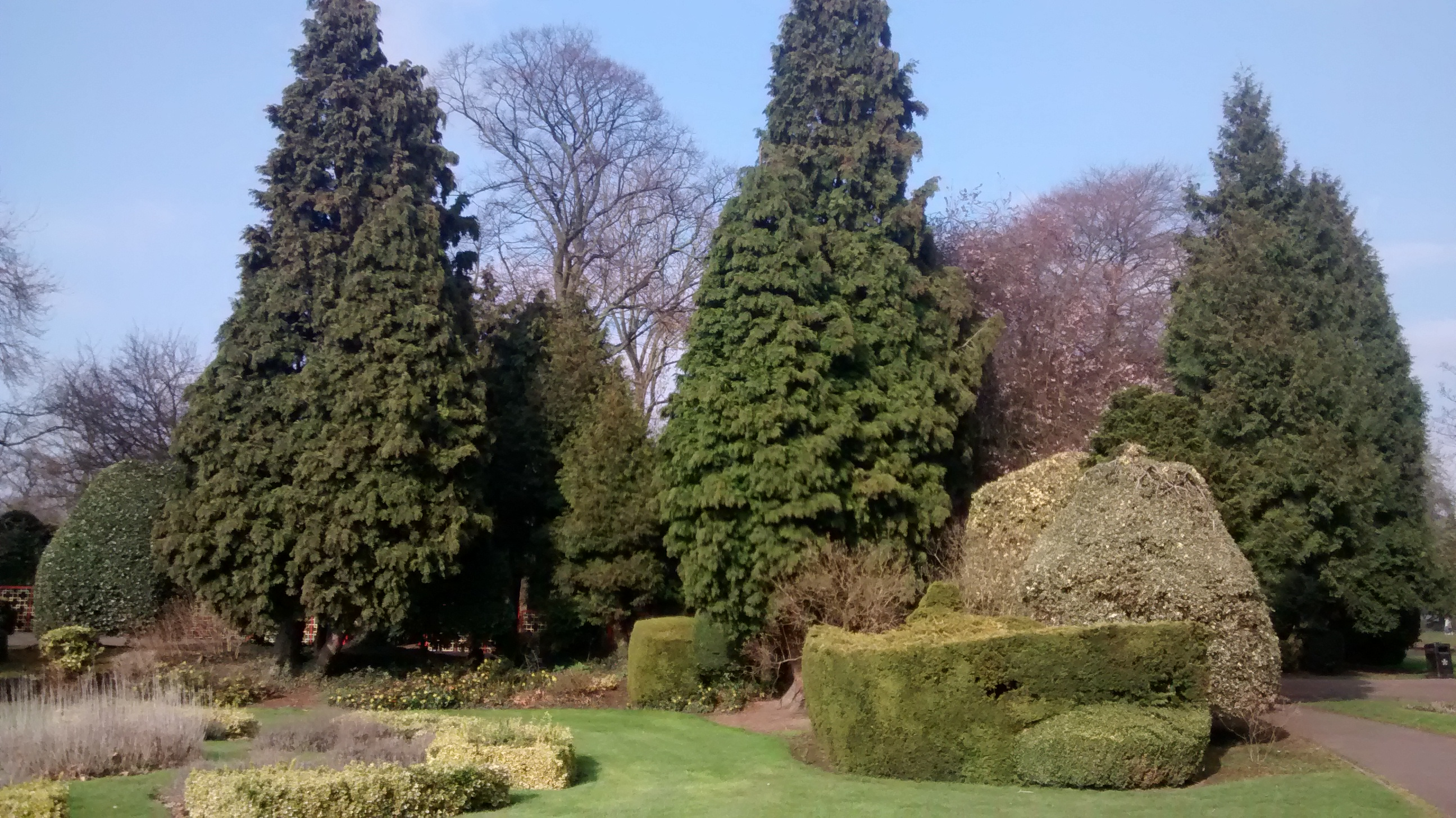
Drzewa i krzewy w Abbey Parku
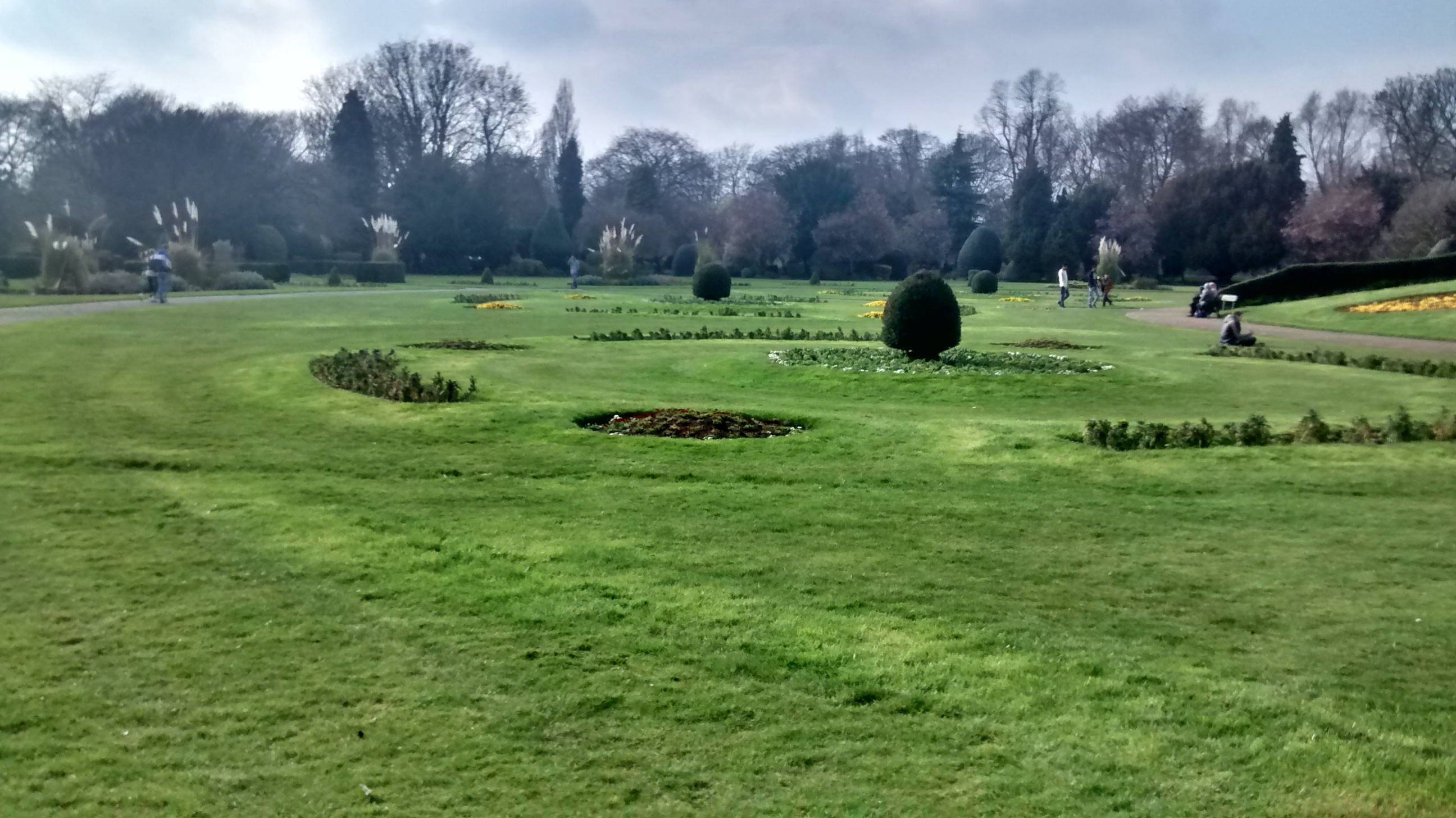
Abbey Park
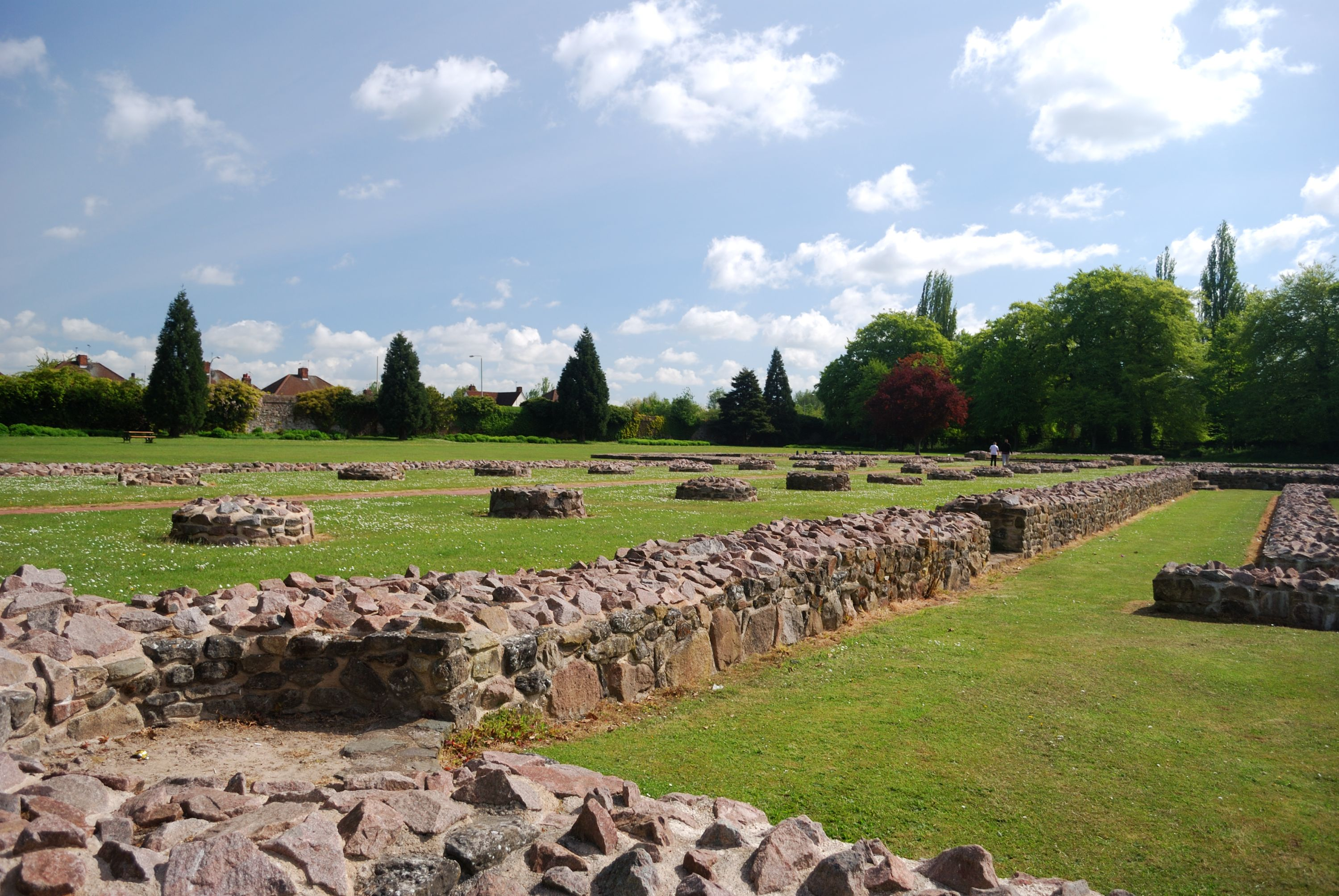
Ruiny zamku w parku
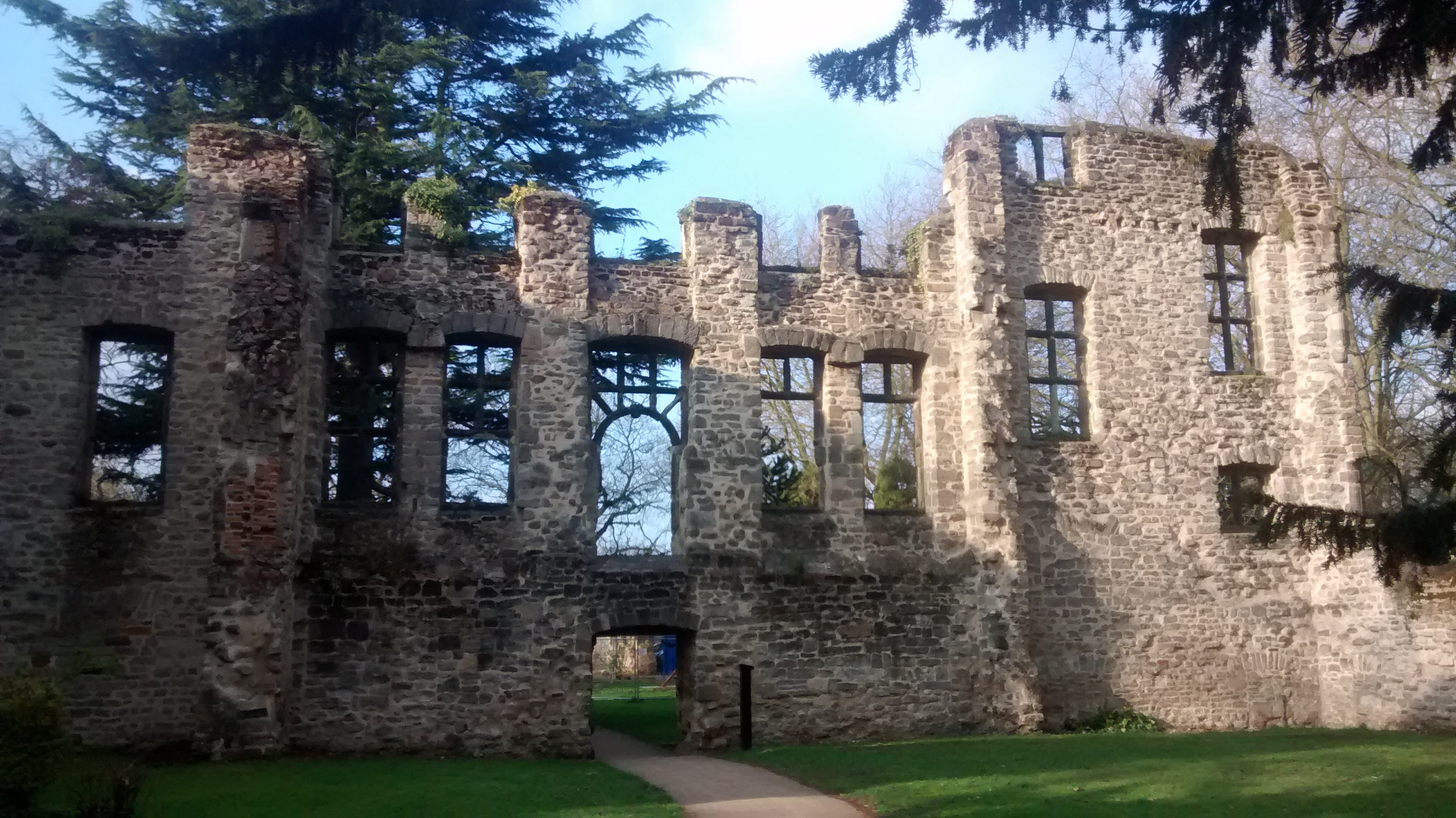
Ruiny opactwa w parku
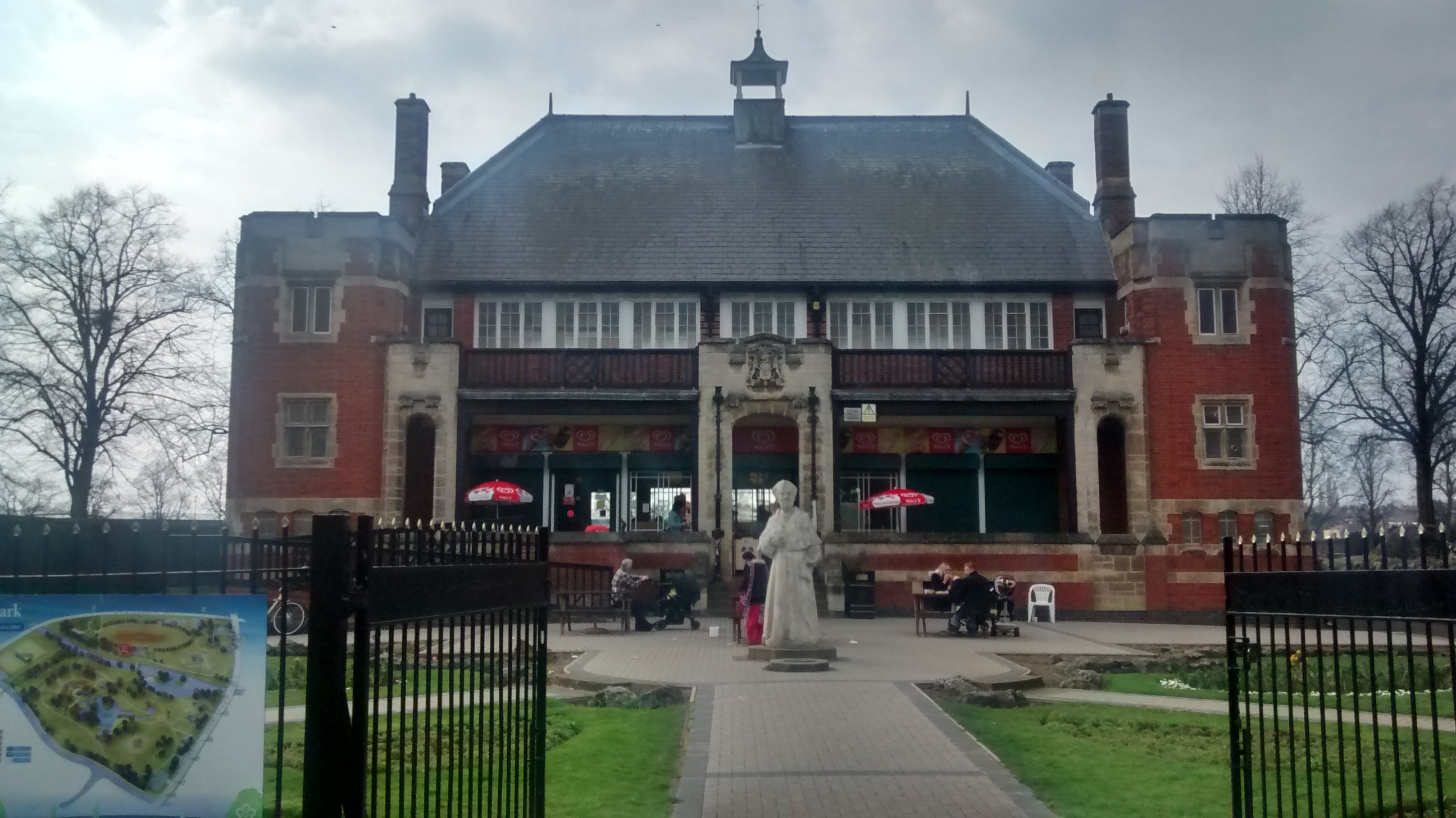
Budynek w Abbey Parku